# Luc Beirens

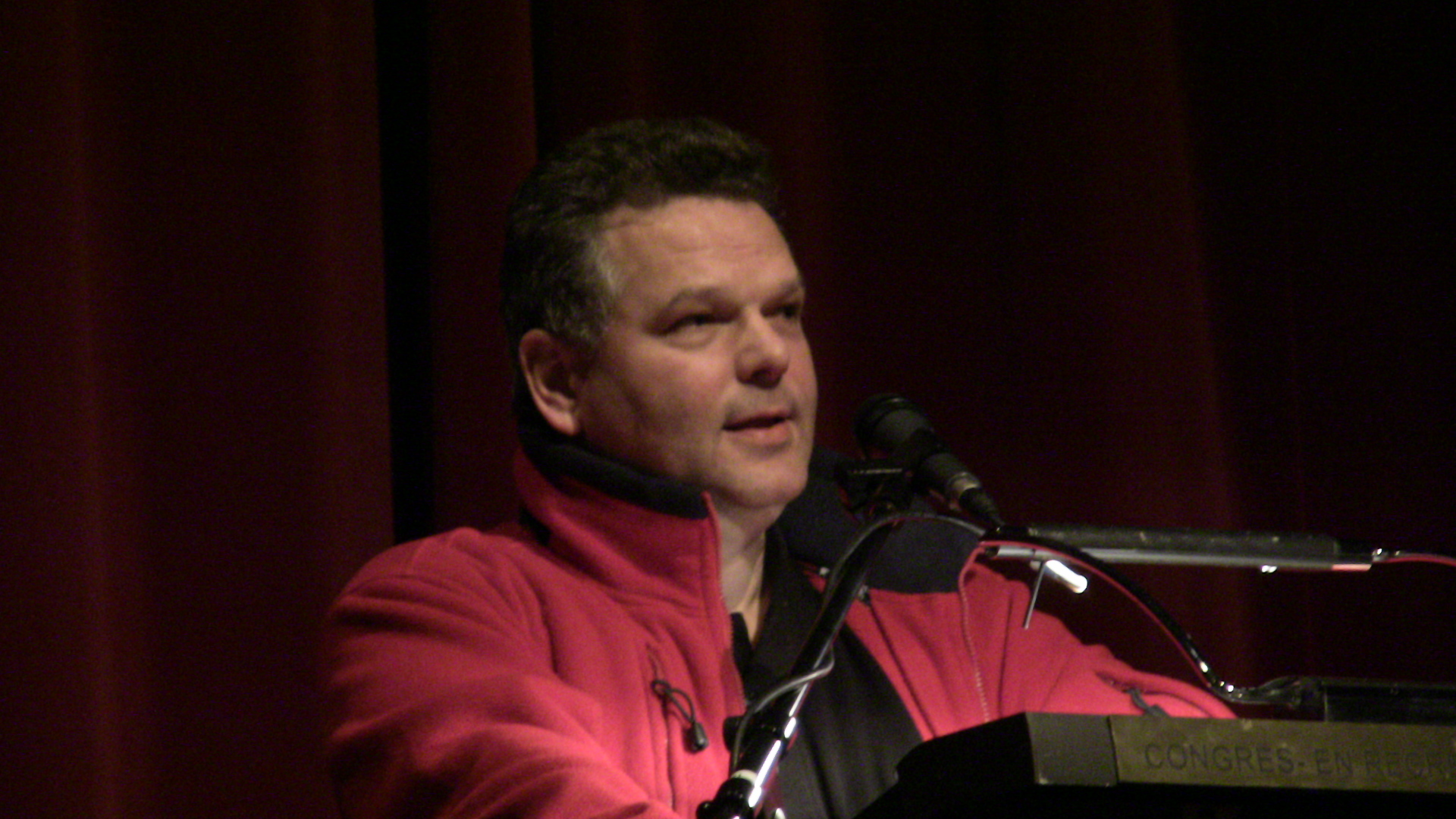
Luc Beirens in 2008

Luc Beirens is projectmanager bij de top van de federale gerechtelijke politie. In mei 2014 ruilde hij de functie van diensthoofd bij de FCCU in voor het cyber leadership team van Deloitte waar hij verantwoordelijk werd voor forensics, threat intelligence, brand protection en simulatieoefeningen. Bij de FCCU werd hij opgevolgd door Walter Coenraets.

## Carrière
Hij is master in de criminologie en in informatie technologie. Voor zijn loopbaan als forensisch ICT-onderzoeker was hij van 1988 tot 1995, eerst als analist, daarna als technisch projectmanager, betrokken in de ontwikkeling van het Politie Informatie Systeem (POLIS) op de centrale computer van de Rijkswacht. In 1991 raakte hij betrokken in het forensisch onderzoek van computersystemen en in de bestrijding van computercriminaliteit. Sinds 1995 lid van de European Working Party on Information Technology Crime (EWPITC) van Interpol. Sinds 2001 van de Europol cyber crime expert group. In 2001 werd hij diensthoofd van Federal Computer Crime Unit. Hij hield zich voornamelijk bezig met de verdere uitbouw, de uitrusting en de opleiding van Computer Crime Units (FCCU en RCCU). Hij is lid van Belgian Network Information Security (BelNIS), een federaal overlegplatform voor de informatieveiligheid, is hij adviseur voor de Belgische overheid.